# Zaricine, Trosteaneț
Zaricine (în ucraineană Зарічне) este localitatea de reședință a comunei Zaricine din raionul Trosteaneț, regiunea Sumî, Ucraina.

## Demografie
Componența lingvistică a localității Zaricine
     Ucraineană (94,26%)
     Rusă (5,74%)
Conform recensământului din 2001, majoritatea populației localității Zaricine era vorbitoare de ucraineană (94,26%), existând în minoritate și vorbitori de rusă (5,74%).